# Santa Maria de Sant Guim de la Plana
Santa Maria de Sant Guim de la Plana és una església de Sant Guim de la Plana (Segarra) inclosa a l'Inventari del Patrimoni Arquitectònic de Catalunya.

## Descripció
L'església parroquial de Santa Maria és un edifici de nau única amb dos trams amb volta de llunetes, presbiteri, capelles laterals amb volta de creueria i cor. L'interior de la nau es troba tota arrebossada i pintada de blanc amb detalls grisos i el presbiteri rosa, mentre que a l'exterior els carreus de pedra irregulars són els protagonistes, tot i que en algun lloc encara podem endevinar restes d'arrebossat.
A la façana principal observem una portada d'arc de mig punt adovellats amb una mènsula amb la data "1870". A llevant s'aixeca la torre del campanar, que consta de tres cossos verticals quadrangulars, coronats per un balustre de pedra amb decoracions geomètriques fetes amb maons.
La façana principal conserva una placa de difícil lectura en memòria dels soldats caiguts durant la guerra.
Actualment aquest edifici es troba en restauració i gran part de la seva façana no és visible.
A l'altar major es conserva la imatge de la Mare de Déu, talla romànica en fusta policromada.

## Història
La parròquia de Sant Guim fou una església subjecta a la canònica de Guissona, tal com es recull a l'acta de consagració de santa Maria de Guissona de l'any 1098. El capellà de Sant Guim contribuí a la dècima del bisbat d'Urgell del 1391 amb 15 sous.
L'actual edifici és una construcció relativament moderna. Al campanar hi figura la data de 1870 i es pensa que és una restauració però de gran envergadura. De l'edifici primitiu tan sols en resten algunes parets que podrien ser romàniques.